# Glasow (Dargun)
Glasow ist ein kleines Dorf, das zur Stadt Dargun im Landkreis Mecklenburgische Seenplatte in Mecklenburg-Vorpommern gehört.

## Geografie
Glasow befindet sich am Nordrand des Naturpark Mecklenburgische Schweiz und Kummerower See und liegt wenige Kilometer nordwestlich von Dargun. An Glasow grenzen die Nachbargemeinde Altkalen bzw. der Landkreis Rostock.
Historisch gehört Glasow zu Mecklenburg.
Durch Glasow führt die Landesstraße 231.

## Geschichte

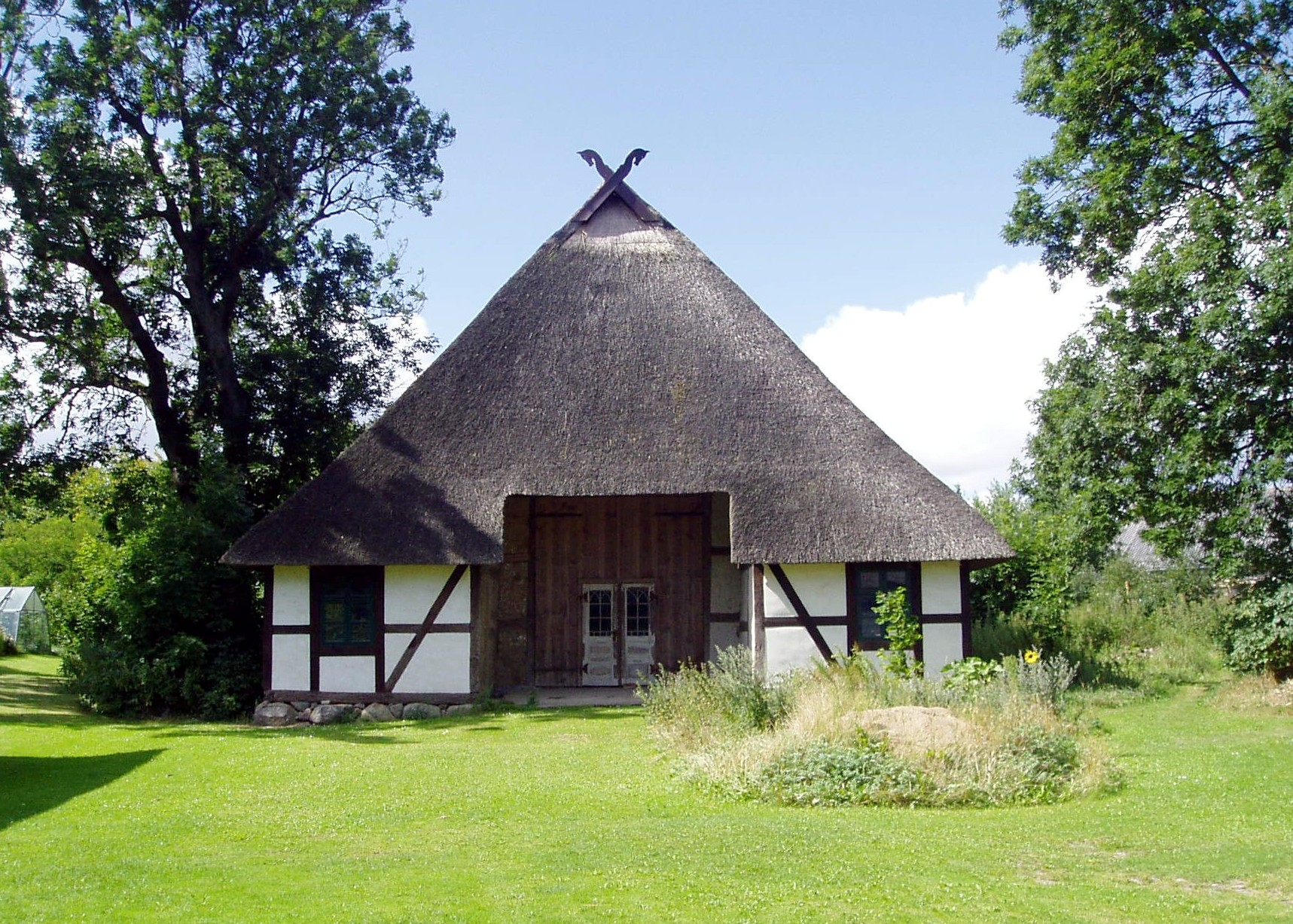
Niederdeutsches Hallenhaus aus dem 17. Jhd.

Glasow bedeutet „Ort auf steinigem Boden“ und wuchs vermutlich aus einer wendischen Siedlung. Die erste urkundliche Erwähnung geht auf das Jahr 1216 zurück. Früheste Besiedlungsspuren reichen aber in die Jungsteinzeit zurück. Reste des derzeit ältesten Hauses Mecklenburg-Vorpommerns (Stand 2020) sind 2011 am Rande des Dorfes freigelegt worden.
Im 13. Jahrhundert gehörte Glasow zu den Besitzungen des Klosters Dargun. Nach der Säkularisierung des Klosters Mitte des 16. Jahrhunderts kam der Klosterbesitz mit Glasow an den Herzog von Mecklenburg.
Im Dreißigjährigen Krieg (1618–1648) wurde das Dorf vollständig verwüstet. Aus dieser Zeit stammen erste Nachweise für die zwölf Bauernstellen, die es bis 1945 gegeben hat. Im 17. Jahrhundert ist auch das bis heute erhaltene Niederdeutsche Hallenhaus samt Katen gebaut worden. 1788 enthält das Schmettausche Kartenwerk zwischen Glasow und Dörgelin eine Ziegelei (zu Dörgelin gehörig) und zwischen Glasow und Röcknitz einen Teerofen (zu Gasow gehörig).
Ab Ende des 19. Jahrhunderts bewirkten die großherzoglichen Erlasse (Erbpacht, Errichtung von Büdnereien, Häusler-Ansiedlung), die Effekte der Reichsgründung und der starke technische Fortschritt ein Anwachsen des Dorfes. Hervorzuheben ist die Gründung eines eigenen Elektrizitätswerks im Jahr 1909 als Vorläufer der späteren Überlandversorgung. Zu dieser Zeit gab es in Glasow große Bauernhöfe, mehrere Kleinbauern und Handwerker (Büdner), eine Schule und ein Gasthaus.
Nach dem Zweiten Weltkrieg führten der starke Zuzug deutscher Flüchtlinge aus den besetzten Ostgebieten und die Gründung der DDR zu Veränderungen. Von den acht Bauern wurde einer enteignet, zwei verließen die DDR, der Rest schloss sich der 1953 gegründeten Landwirtschaftlichen Produktionsgenossenschaft (LPG) an. Auch die 1946 bei der Bodenreform bedachten Kleinbauern begaben sich in die LPG.
Ab den 1960er Jahren entstanden für die Arbeiter der LPG zwei Wohnblöcke, zwei Werkhöfe und zwei Tiermastanlagen.
Nach der Deutschen Einheit wurde die LPG privatisiert und das Dorf modernisiert. Dennoch hat Glasow seit 1990 die Hälfte seiner Einwohner verloren und erfährt seitdem einen gebotenen Rückbau.

### Eingemeindung
Glasow wurde am 1. Januar 1951 zusammen mit Barlin, Dörgelin und Neubauhof nach Dargun eingemeindet.

## Sehenswürdigkeiten

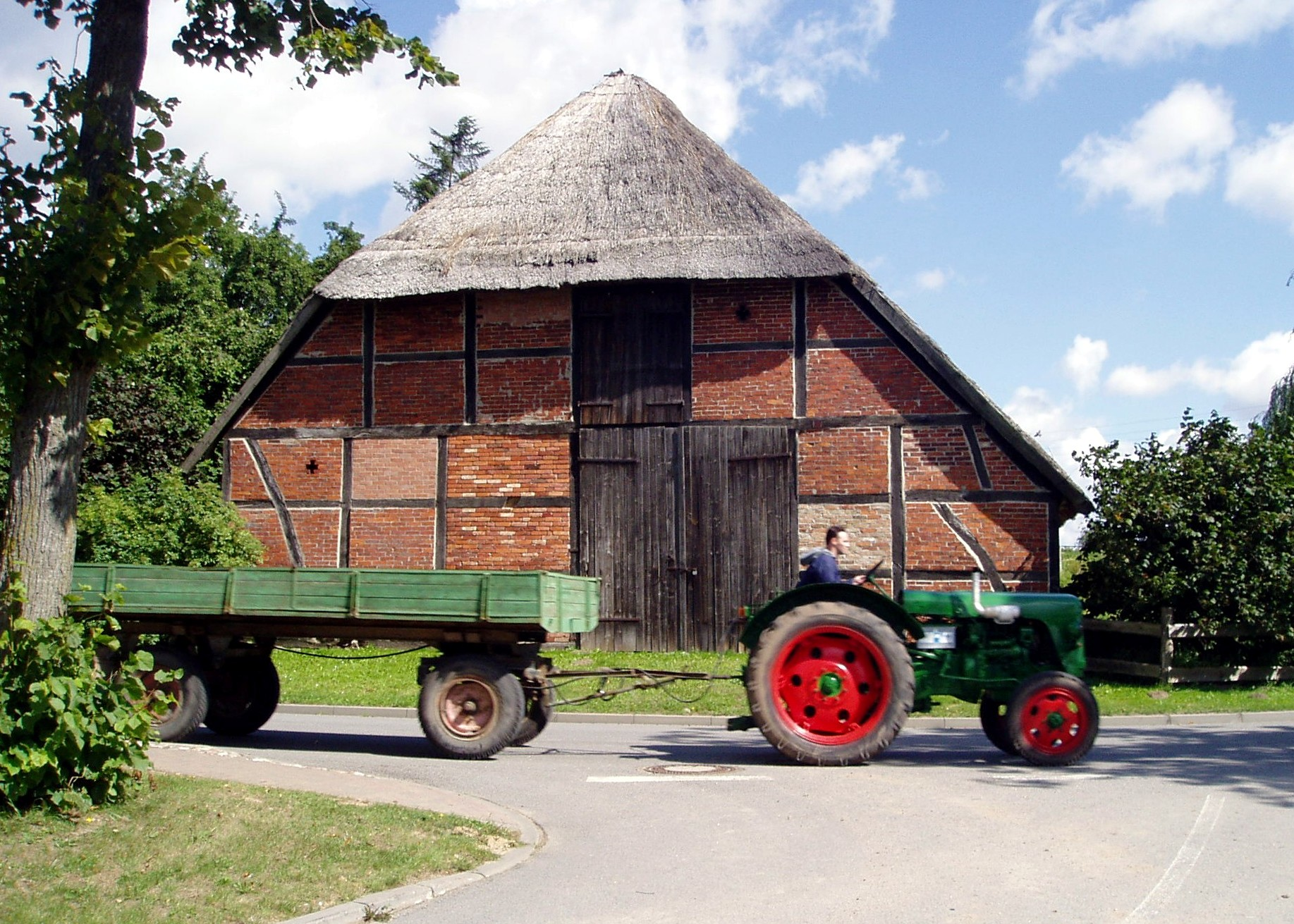
Fachwerkscheune mit tief herabgezogenem Krüppelwalmdach

Von 1951 bis heute veränderte sich das Dorfbild stark. Von den einst 21 rohrgedeckten Gebäuden sind heute noch drei verblieben.
- Niederdeutsches Hallenhaus aus dem 17. Jahrhundert
- Ursprünglicher Dorfanger
- Bäuerlicher Gutshof
- Fachwerkscheune mit tief herabgezogenem Krüppelwalmdach (im Jahr 2014 abgerissen)
- alte Dorfschule
- Kanadische Pappelallee